# Robin Fraser
Robin Fraser (* 17. prosince 1966) je bývalý americký fotbalový obránce, který se po konci profesionální kariéry dal na práci trenéra. Od srpna 2019 trénuje Colorado Rapids v Major League Soccer.

## Klubová kariéra
Fraser hrál čtyři roky univerzitní fotbal za Florida International University. V roce 1988 podepsal smlouvu s týmem Miami Sharks v American Soccer League. V roce 1990 se přesunul do Colorado Foxes v American Professional Soccer League. Ve Foxes hrál 5 let a čtyřikrát v řadě byl jmenován do All-Stars týmu.
Když byla založena Major League Soccer, byl v inauguračním draftu vybrán na čtvrtém místě týmem Los Angeles Galaxy. V dresu Galaxy odehrál 5 let, čtyřikrát byl zvolen do nejlepšího týmu ligy (1996, 1998, 1999 a 2000) a v roce 1999 byl jmenován obráncem roku. Kvůli platovému stropu byl v roce 2001 vyměněn do Colorada. V Coloradu hrál tři sezony než byl vyměněn do Columbusu za dvě volby v draftu. Jeho forma měla sestupnou tendenci, ale v roce 2004 vyztužil obranu Crew a podruhé získal cenu pro obránce roku a popáté se dostal do nejlepší XI soutěže. Během sezon 2003 a 2004 byl mentorem pro dva mladé talentované hráče, Borcherse a Marshalla. Fraser nikdy nebyl velký střelec, za celou kariéru vstřelil pouze 1 gól v základní části a 1 gól v playoff. Po sezoně 2005 ukončil kariéru.